# Gaššuliyawiya
Gaššuliyawiya, auch Gaššulijawija (nicht zu verwechseln mit Gaššulawiya, einer Frau Muršilis II., für die in der Fachliteratur teilweise ebenfalls die Schreibweise Gaššuliyawiya begegnet), war eine hethitische Prinzessin und Tochter des Großkönigs Ḫattušilis III. Sie wurde ca. 1265 v. Chr. mit dem amurritischen König Bentešina, einem Vasallen ihres Vaters, verheiratet und stieg damit – laut Vertrag (CTH 92)  – zur Königin von Amuru auf. Ob sie auch die leibliche Mutter von Bentešinas Sohn und Nachfolger Šaušgamuwa war, ist nicht sicher. Sie ist u. a. durch einen Brief ihrer Mutter historisch bezeugt, in welchem diese die Absicht äußert, ihre Tochter zu besuchen. Sie war Mutter der Tochter der „Großen Dame“, der Frau Ammistamrus II. von Ugarit.